# Smyriodes heterochaës
Smyriodes heterochaës är en fjärilsart som beskrevs av Oswald Beltram Lower 1893. Smyriodes heterochaës ingår i släktet Smyriodes och familjen mätare. Inga underarter finns listade i Catalogue of Life.